# The Hellcat Spangled Shalalala
"The Hellcat Spangled Shalalala" é uma canção da banda de indie rock britânica Arctic Monkeys e segundo single de seu quarto álbum de estúdio, Suck It and See. Foi lançado em vinil no dia 15 de agosto de 2011.
O single só possui um B-side intitulado "Little Illusion Machine (Wirral Riddler)" e está creditado a Miles Kane e "The Death Ramps". The Death Ramps é um pseudônimo anteriormente adotado pela banda quando eles lançaram a edição limitada de seu vinil Teddy Picker com os b-sides "Nettles" e "The Death Ramps", em 2007.
O b-side "Little Illusion Machine (Wirral Riddler)" foi divulgado em 8 de agosto de 2011.

## Videoclipe
O clipe da música estreou no dia 7 de julho de 2011 no YouTube. Foi dirigido por Focus Creeps e mostra imagens da banda e da modelo Scarlett Kapella como a "gata do inferno".

## Incêndio
Em 8 de agosto de 2011, a maior parte do estoque do single foi destruído em um incêndio durante os tumultos de Londres em 2011, afetando severamente o lançamento do single. A quantidade limitada de cópias foi lançada exclusivamente no site oficial da banda. 

## Faixas
Todas as letras escritas por Alex Turner e Miles Kane. 
| 7"  |                                            |        |         |  |
| N.º | Título                                     | Letras | Duração |  |
| 1.  | "The Hellcat Spangled Shalalala"           |        | 3:00    |  |
| 2.  | "Little Illusion Machine (Wirral Riddler)" |        | 3:11    |  |

| Download digital |                                            |         |  |
| N.º              | Título                                     | Duração |  |
| 1.               | "The Hellcat Spangled Shalalala"           | 3:00    |  |
| 2.               | "Little Illusion Machine (Wirral Riddler)" | 3:11    |  |

## Posições
| País (2011)                                   | Posição |
| --------------------------------------------- | ------- |
| Bélgica (Ultratip Bubbling Under de Flandres) | 15      |
| Reino Unido (OCC UK Indie)                    | 18      |